# Kylešovice
Kylešovice (německy Gilschwitz, polsky Kileszowice) jsou v současnosti populačně třetí největší evidenční část statutárního města Opavy, od jehož centra se rozkládají 2 až 3 km jihojihovýchodním směrem. Jsou součástí samosprávně nečleněné centrální oblasti města, která spadá přímo pod působnost zastupitelstva a magistrátu města.

## Název
Jméno vesnice bylo odvozeno od osobního jména Kyleš, což byla domácká podoba jména Kylián. Místní jméno bylo vlastně pojmenováním obyvatel, výchozí tvar Kylešovici měl význam "Kylešovi lidé". Německé jméno vzniklo z českého.

## Historie
První písemné zmínky o Kylešovicích se objevují již v roce 1341. V okolí se v minulosti vyskytovalo několik rybníků a také spousta žab, které vesničané lovili a jejich prodejem si zajišťovali jistý vedlejší příjem. Proto jsou obyvatelé Kylešovic dodnes nazýváni také jako Žabiaři.
I přes vzrůstající počet německy mluvícího obyvatelstva na celém Opavsku si v Kylešovicích Češi udrželi drtivou národnostní většinu, což přineslo obtíže v období těsně před druhou světovou válkou, například zatýkání a popravy členů Kylešovské (Slezské) jízdy, což byla jistá forma organizované domobrany obyvatel Kylešovic a několika dalších vesnic s českou většinou v okolí. Dne 29. dubna 1939 byla obec připojena k Opavě. Po přechodu fronty se krátce opět osamostatnily, avšak jejich definitivní připojení nastalo v říjnu 1945. Na konci druhé světové války byl v Kylešovicích téměř zničen původní kostel sv. Jana Nepomuckého, takže v období po válce bylo rozhodnuto o jeho zboření.
V období socialismu v rámci silné urbanizace měst zde byla vystavěna dvě veliká panelová sídliště (ulice 17. listopadu a Liptovská), hlavně výstavba prvního připojila čtvrť Kylešovice napevno k městu. Původní ráz slezské vesnice tedy dnes připomíná jen několik starobylých statků na ulici Hlavní.
| Rok            | 1869 | 1880 | 1890 | 1900 | 1910 | 1921 | 1930 | 1950 | 1961 | 1970 | 1980 | 1991 | 2001 | 2011 |
| -------------- | ---- | ---- | ---- | ---- | ---- | ---- | ---- | ---- | ---- | ---- | ---- | ---- | ---- | ---- |
| Počet obyvatel | 1756 | 1870 | 2134 | 2472 | 2761 | 2678 | 3513 | 3335 | 3384 | 3031 | 4295 | 7937 | 7902 | 7594 |

1. ↑  Z toho 3241 osob národnosti československé a 221 německé.[7]

## Pamětihodnosti
Mezi nejzajímavější stavby patří kostel sv. Jana Nepomuckého, nově vystavěný v letech 1991–1994, hned vedle něj je za normalizace vystavěné obchodní středisko Žabka (včetně sochy žáby na lopuchovém listu), které v dnešní době trochu ztrácí na významu. V katastru se také nachází Panský mlýn, jeden z mála dochovaných vodních mlýnů na Opavsku.

## Školy
ZŠ Kylešovice je základní škola s rozšířenou výukou informačních technologií a s rozšířenou výukou tělesné výchovy. Škola úzce spolupracuje s fotbalovým klubem SFC Opava a tělovýchovnou jednotou Sokol Kylešovice. K jejímu areálu patří široká škála sportovišť, fotbalové, hokejbalové a basketbalové hřiště, dále několik volejbalových a tenisových kurtů a také dva kurty na beachvolejbal.
V budově původní základní školy na Hlavní ulici dnes sídlí Soukromá střední škola podnikatelská.

## Kultura a turistika
Mimo sportovišť ve správě školy či Sokola je možné navštívit také Areál Zdraví, jedná se o lesopark v okolí řeky Moravice s možností pěšího nebo cyklistického výletu. Turistická trasa vede kolem soutoku řek Moravice a Hvozdnice až do Branky u Opavy přičemž máte možnost zhlédnout Starý a Nový splav na řece Moravici a také Panský mlýn na náhonu. V prostoru Panského mlýna jsou stáje a soukromý jezdecký klub. Na okraji parku, v blízkosti zástavby, bylo vybudováno sportovní centrum. V nově rekonstruovaném sportovním areálu najdeme tenisové kurty, dvě hřiště na plážový volejbal, plácek na malou kopanou a také malý plavecký bazén. Zajímavá možnost je zahrát si zde i stolní tenis, rekonstrukce však nepamatovala na dvě, dnes tedy již nevyužívané, kuželkářské dráhy.
V Kylešovicích také najdeme jednu bowlingovou hernu a na Hlavní ulici, mezi kostelem a starou školou, také hasičskou zbrojnici, kterou užívá oddíl dobrovolných hasičů s dlouholetou tradicí.

## Úřady a instituce
V místní části se nachází poliklinika s praktickým i dětským lékařem, pobočka Městské knihovny v Opavě. Sídlí zde také SSO Opava (Správa silnic). Nově se v Kylešovicích nachází i bankomat ČSOB.
V roce 2002 se do kylešovického areálu přestěhoval i Městský dopravní podnik Opava, čímž se z Kylešovic stal významný uzel opavské městské hromadné dopravy.

## Významní rodáci a osobnosti spjaté s obcí
- Josef David (1884–1968), politik
- Bohuslav Grabovský (1917–1944), voják
- Rudolf Gudrich (1862–1937), učitel a politik
- Jaroslav Konečný (1891–1943), československý legionář a protinacistický odbojář
- Antonín Procházka (1927–2006), právník
- Marie Schenková (* 1938), historička umění
- A. C. Nor (1903–1986), spisovatel, vlastním jménem Josef Kaván